# Duboki Potok (Srebrenik)
Duboki Potok es un pueblo en el municipio de Srebrenik, Bosnia y Herzegovina.

## Demografía
Según el censo de 2013, su población era de 2040 habitantes.
| Etnicidad         | Número | Porcentaje |
| ----------------- | ------ | ---------- |
| Bosníacos         | 1,960  | 96,1%      |
| Croatas           | 3      | 0,1%       |
| Serbios           | 5      | 0,2%       |
| Otro/no declarado | 72     | 3,5%       |
| Total             | 2,040  | 100%       |

| 833        | 1348 | 1883 | 2040 |
| (Fuente: ) |      |      |      |